# 1955 na política

## Eventos
- 8 de Fevereiro - Nikolai Bulganin  se torna Primeiro Ministro da União Soviética.
- 5 de Abril - Winston Churchill renuncia ao cargo de Primeiro Ministro do Reino Unido.
- 5 de Maio - Alemanha Ocidental se torna uma nação soberana.
- 14 de Maio - A União Soviética e mais sete países comunistas assinam o tratado de defesa mútua conhecido como Pacto de Varsóvia.
- 26 de junho - aprovada a Carta da Liberdade, importante documento na luta anti-apartheid na África do Sul.
- 16 de Setembro – Golpe militar na Argentina depõe o Presidente  Juan Perón.
- 3 de Outubro - Juscelino Kubitschek vence as eleições, mas a direita não aceita sua vitória, sobretudo por causa do vice João Goulart (eleito nas eleições em separado para vice), considerado "subversivo" para os direitistas. Dias depois, surgem rumores de um golpe envolvendo o então presidente da República, Carlos Luz, com o apoio do jornalista Carlos Lacerda.
- 25 de Novembro - O general Henrique Teixeira Lott, ex-ministro da Guerra do governo Café Filho, realiza um golpe preventivo para destituir o substituto de Café, o presidente da Câmara dos Deputados Carlos Luz, que era contra a vitória de Juscelino Kubitschek, eleito presidente. Juscelino teve sua posse garantida para janeiro do ano seguinte.
- 20 de Dezembro - Depois um referendo, o governo do Reino Unido declara a cidade de Cardiff a capital do país de Gales.

## Nascimentos
| Data           | Nome            | Profissão                        | Nacionalidade | Observações | Ref   |
| -------------- | --------------- | -------------------------------- | ------------- | ----------- | ----- |
| 28 de janeiro  | Nicolas Sarkozy | presidente da França desde 2007  | França        |             | [ 1 ] |
| 4 de fevereiro | Nabil Bonduki   | urbanista e político             | Brasil        |             |       |
| 21 de março    | Jair Bolsonaro  | militar e político               | Brasil        |             |       |
| 22 de março    | Valdis Zatlers  | presidente da Letónia desde 2007 | Letônia       |             |       |
| 26 de outubro  | Baltasar Garzón | juiz                             | Espanha       |             |       |

## Mortes
| Data          | Nome                      | Profissão                             | Nacionalidade | Observações | Ref   |
| ------------- | ------------------------- | ------------------------------------- | ------------- | ----------- | ----- |
| 3 de janeiro  | Norton de Matos           | general e político                    | Portugal      | n. 1867     |       |
| 23 de março   | Arthur da Silva Bernardes | presidente do Brasil de 1922 a 1926   | Brasil        | n. 1875     | [ 2 ] |
| 9 de julho    | Adolfo de la Huerta       | presidente interino do México em 1920 | México        | n. 1881     |       |
| 13 de outubro | Manuel Ávila Camacho      | presidente do México de 1940 a 1946   | México        | n. 1897     |       |